# Юрий Кравченко
Ю̀рий Фѐдорович Кра̀вченко (на украински: Юрій Федорович Кравченко) е украински политик и министър на вътрешните работи на Украйна от 1995 до март 2001 г., когато е уволнен.
Бил е призован за свидетел по делото за убийството на украинския журналист Георгий Р. Гонгадзе, който е отвлечен през 2000 г. и е намерен обезглавен няколко месеца по-късно.
Кравченко е открит мъртъв в апартамента му в района Конча-Заспа близо до столицата Киев на 4 март 2005 г. Възможно е да е извършил самоубийство.